# Tossal de la Marina
El Tossal de la Marina és una muntanya de 1.202,4 metres d'altitud que es troba al nord-est i damunt del poble de Castellet, al sud-est d'Espluga de Serra.
Pertany al terme municipal de Tremp, del Pallars Jussà, tot i que procedeix de l'antic terme d'Espluga de Serra, de l'Alta Ribagorça, annexionat a Tremp el 1970.